# Dopóki starczy światła
Dopóki starczy światła (ang. While the Light Lasts) - zbiór opowiadań autorstwa Agathy Christie wydany w 1997 roku.
Utwory zawarte w kolekcji opublikowane zostały po raz pierwszy w latach 1923-32 na łamach brytyjskich czasopism.

## Spis utworów
Zbiór zawiera 9 opowiadań:
- Dom ze snu (tytuł oryginału: The House of Dreams)
- Aktorka (The Actress)
- Na krawędzi (The Edge)
- Bożonarodzeniowa przygoda (Christmas Adventure)
- Samotny bożek (The Lonely God)
- Złoto Manksów (Manx Gold)
- Otoczony ścianą (Within a Wall)
- Tajemnica bagdadzkiego kufra (The Mystery of the Baghdad Chest)
- Dopóki starczy światła (While the Light Lasts)

"Bożonarodzeniowa przygoda" to pierwotna wersja (opublikowana w 1923 roku) opowiadania "Tajemnica gwiazdkowego puddingu", później rozszerzonego i wydanego w zbiorze o tym samym tytule.
"Tajemnica bagdadzkiego kufra" to oryginalna, krótsza wersja (opublikowana po raz pierwszy w 1932 roku) opowiadania "Zagadka hiszpańskiej skrzyni" wydanego w zbiorze "Tajemnica gwiazdkowego puddingu".